# 那智わたる
那智 わたる（なち わたる、1936年（昭和11年）10月20日 - 2023年（令和5年）7月21日）は、宝塚歌劇団卒業生（星組トップスター）の女優である。宝塚歌劇団時代の公称身長は164cm。宝塚歌劇団時代の愛称はマル。宝塚歌劇団40期生。大阪府大阪市出身。夫は元郵政大臣の佐藤文生。第21回芸術祭賞奨励賞受賞。

## 略歴
- 1952年、宝塚音楽学校入学。
- 1953年、宝塚音楽学校を卒業し、宝塚歌劇団入団。宝塚入団時の成績は64人中5位[3]。
- 月組→星組→月組（藤里美保・内重のぼるとのトリプルトップ）→星組と組替えを経験[3]し、最終的に星組の単独男役トップスターとなる。その後、演劇専科[3]に異動。トップスター在任中は絶大な人気を誇り、藤里（愛称：オソノ）・内重（愛称：サチ）とともに「マル・サチ・オソノ」と称えられる。長らくブロマイドの売り上げナンバーワンにも輝いていた。
- 1968年6月30日[3]をもって、宝塚歌劇団退団。同年、東宝演劇部に移籍。
- 1979年1月、佐藤文生と結婚[4]。
- 2014年、古巣・宝塚歌劇団創立100周年記念で創立された『宝塚歌劇の殿堂』最初の100人のひとりとして殿堂入り[5][6]。
- 2023年7月21日午前3時32分、死去[7]。86歳没。

## 宝塚歌劇団時代の主な舞台
- 『クリスマス・ホリデー』（月組）（1956年12月2日〜12月26日、宝塚大劇場）
- 『高校三年生』（月組）（1957年10月1日〜10月30日、宝塚大劇場）
- 『日本美女絵巻』『ミュージック・アルバム』（星組）（1959年1月1日〜1月30日、宝塚大劇場）
- 『シャンソン・ダムール』（星組）（1959年5月1日〜5月31日、宝塚大劇場）
- 『アモーレ（愛）』（星組）（1959年10月1日〜10月30日、宝塚大劇場）
- 『山びと』『華麗なる千拍子』（星組）（1960年8月2日〜8月31日、宝塚大劇場）
- 『泣きべそ女房』『鹿鳴館事件』『オープン・ザ・ウインドウ』（星組）（1960年12月3日〜12月27日、宝塚大劇場）
- 『清姫』『三銃士』（月組）（1961年9月2日〜9月29日、宝塚大劇場）
- 『宝塚百花譜(ハナクラベ)』『華麗なる千拍子』（全組合同）（1961年12月1日〜12月25日、梅田コマ劇場）
- 『踊珠曼茶羅』『レ・ガールス－魅せられし女性論－』（月組）（1962年3月1日〜3月22日、宝塚大劇場）
- 『メイド・イン・ニッポン』（星組）（1962年3月24日〜4月29日、宝塚大劇場）
- 『カチューシャ物語』（星組）（1962年9月4日〜9月30日、宝塚大劇場）
- 『タカラジェンヌに栄光あれ』（花・星組合同）（1963年1月1日〜1月31日、宝塚大劇場）
- 『花詩集1963年』－第一部百花譜、第二部ブーケ・ダムール－（星組）（1963年3月26日〜4月29日、宝塚大劇場）
- 『虹のオルゴール工場』『太陽に乾杯!』（星組）（1963年8月2日〜9月1日、宝塚大劇場）
- 『レビューへの招待』（月・星組合同）（1964年1月1日〜1月29日、宝塚大劇場）
- 『虹のオルゴール工場』『南の哀愁』（星組）（1964年2月1日〜3月1日、宝塚大劇場）
- 『レビュー・オブ・レビューズ』（星・月合同）（1964年6月2日〜6月28日、宝塚大劇場）
- 『シャングリラ』（星組）（1964年10月31日〜11月30日、宝塚大劇場）
- 『エスカイヤ・ガールス』（花組）（1965年3月3日〜3月23日、宝塚大劇場）
- 『エスカイヤ・ガールス』『リュシェンヌの鏡』（星組）（1965年3月25日〜4月29日、宝塚大劇場）
- 『花の巴里』－宝塚①宝塚おどり絵巻②世界への招待（特別公演）（1965年8月4日〜8月31日、宝塚大劇場）
- 『夜霧の城の恋の物語』（星組）（1966年1月1日〜1月31日、宝塚大劇場）
- 『夢を売る妖精たち』（花組）（1966年7月30日〜8月31日、宝塚大劇場）
- 『世界はひとつ』（星組）（1967年3月25日〜4月26日、宝塚大劇場）
- 『さよなら僕の青春』（星組）（1967年8月1日〜8月30日、宝塚大劇場）
- 『マイ・アイドル』（花組）（1968年3月28日〜4月25日、宝塚大劇場）＊退団公演

## 宝塚退団後の舞台
- 『風と共に去りぬ』（1966年・1967年・1968年）- スカーレット・オハラ 役
- 『マノン・レスコオ』（1968年）
- 『王様と私』（1968年） - アンナ・レオノーウェンズ 役
- 『復活』（1969年）
- 『若きウェルテルの悲しみ』（1969年）
- 『白鳥』（1969年）
- 『哀愁』（1970年）
- 『マイ・フェア・レディ』（1970年）- イライザ 役
- 『宮本武蔵』（1970年）
- 『戦国慕情』（1971年）
- 『花咲ける騎士道』（1971年）
- 『蒼き狼』（1971年）
- 『海を渡る武士道　山田長政の恋』（1972年）

## ワンマンショー
- 「那智わたると共に」（1970年、東京宝塚劇場）

## ドラマ出演
- 青空三銃士（1961年2月11日〜3月4日、CX）
- 三百六十五夜（1961年11月23日〜11月23日、NTV）
- 見知らぬ橋（1973年10月1日〜12月24日、NET） - 並河圭子
- 科学捜査官 第14話〜第20話（1974年、KTV） - 科学捜査研究所・明日香技官
- 悪魔のようなあいつ（1975年6月6日〜9月26日、TBS）
- 星のふる里（1975年7月28日〜9月19日、CX）

## 映画出演
- 俺の血は他人の血（1974年、松竹） - 蘭子 役